# Everett Morton
Everett Matthew Livingstone Morton (Saint Kitts, 5 april 1950 - 9 oktober 2021 ) was een Brits drummer en percussionist. Hij is bekend geworden van de ska-revivalband The Beat.

## Biografie
Morton speelde sinds het midden van  de jaren 60 in soul- en reggaebands uit Birmingham; daarnaast werkte hij in een ketelfabriek. Begin 1979 sloot hij zich aan bij The Beat dat net in oprichting was; zijn syncopische en polyritmische reggaestijl werd bepalend voor het groepsgeluid. De oorspronkelijke bestaansperiode van The Beat duurde tot 1983, een periode waarin de band - in tegenstelling tot collega's als The Specials, Madness en The Selecter - ook bij het Amerikaanse publiek aansloeg. Van eind jaren 80 tot begin jaren 90 werkte Morton weer samen met Beat-blazer Saxa in The International Beat, een ska-/danceband rond zanger Tony Beet; daarna was hij geruime tijd eigenaar van twee kroegen. In 2003 kwam The Beat weer bij elkaar zij het met drie originele leden; naast Morton waren dat Saxa (1930-2017) en zanger Ranking Roger (1963-2019). Dave Wakeling, de andere zanger, begon vanuit Los Angeles zijn eigen English Beat. Morton verliet de band in 2016 vanwege een knieblessure en werd vervangen door afwisselend Oscar Harrison (drummer van Ocean Colour Scene en fan van het eerste uur) en Fuzz Townshend. Eenmaal hersteld begon hij samen met toetsenist Mickey Billingham en gitarist Neil Deathridge (een nieuwe versie van) The Beat Goes Bang; met deze zesmansformatie speelde hij zowel klassiekers van The Beat als nieuwe nummers.
Morton stierf op 9 oktober 2021, op 71-jarige leeftijd. Een doodsoorzaak werd niet gegeven.